# Theban Mapping Project
Il Theban Mapping Project ("progetto per la mappatura di Tebe") è un progetto di ricerca avviato nel 1978 dall'egittologo Dr. Kent R. Weeks presso la University of California di Berkeley.
L'obiettivo originale del progetto era la creazione di una mappa archeologica della Valle dei Re, obiettivo che fu conseguito nel 2000 con la pubblicazione dell'Atlas of the Valley of the Kings.
Questo atlante è disponibile anche sul sito web del progetto, dove è pure disponibile per consultazione l'Atlas of the Theban Necropolis, entrambi soggetti ad aggiornamento periodico.
Tra le varie attività del progetto, vi sono la documentazione delle tombe (con disegni, rilievi e fotografie), il rilievo topografico, la fotografia aerea; inoltre, tutta la documentazione acquisita è resa disponibile in un database online (ad esempio sono disponibili per consultazione oltre 8000 fotografie).
Nel 1985, il progetto fu trasferito all'Università Americana del Cairo, dove è tuttora attivo.
Dal 2001, il progetto possiede un proprio piano di gestione (economicamente supportato dal World Monuments Fund) per la Valle dei Re.
Il progetto svolge anche una propria attività editoriale, con la pubblicazione di monografie relative all'archeologia di Tebe.